# Timelaea albescens
Timelaea albescens is een vlinder uit de familie van de Nymphalidae. De wetenschappelijke naam van de soort is voor het eerst geldig gepubliceerd door Charles Oberthür.